# Grzmiąca (gmina)
Grzmiąca – gmina wiejska w Polsce położona we wschodniej części województwa zachodniopomorskiego, w powiecie szczecineckim. Siedzibą gminy jest wieś Grzmiąca. Leży na Równinie Białogardzkiej oraz pojezierzach: Bytowskim i Drawskim

## Położenie
Gmina jest położona we wschodniej części województwa zachodniopomorskiego, w północno-zachodniej części powiatu szczecineckiego. Gmina leży na Równinie Białogardzkiej oraz pojezierzach: Bytowskim i Drawskim.
Sąsiednie gminy:
- Barwice i Szczecinek (powiat szczecinecki)
- Tychowo (powiat białogardzki)
- Bobolice (powiat koszaliński)

Do 31 grudnia 1998 r. wchodziła w skład województwa koszalińskiego.
Gmina stanowi 11,6% powierzchni powiatu.

## Demografia
Gminę zamieszkuje 6,5% ludności powiatu.
- Piramida wieku mieszkańców gminy Grzmiąca w 2014 roku[1].

## Przyroda i turystyka
Niemal całą granicę z gminą Barwice wyznacza rzeka Parsęta, przy której rośnie większość lasów znajdujących się w gminie. Rzeka jest dostępna dla kajaków od skrzyżowania z torami w kierunku Barwic do jej ujścia do Bałtyku. Tereny leśne zajmują 34% powierzchni gminy, a użytki rolne 57%.

## Komunikacja
Przez gminę prowadzi tylko jedna droga wojewódzka nr 171 łącząca Grzmiącą z Bobolicami (17 km) i z Barwicami (14 km). Odległość z Grzmiącej do stolicy powiatu, Szczecinka wynosi 29 km.
Grzmiąca uzyskała połączenie kolejowe po wybudowaniu w 1878 r. odcinka linii kolejowej z Białogardu do Szczecinka (wcześniej powstał odcinek do Kołobrzegu), w 1879 r. przedłużoną do Poznania. W 1897 r. otwarto drugą linię do Bobolic, w 1903 r. wydłużoną do Polanowa. Także w 1903 r. powstał odcinek Połczyn-Zdrój – Grzmiąca. 6 lat wcześniej wybudowano fragment do Świdwina. W 1921 r. wydłużono linię Grzmiąca – Polanów do Korzybia. Cała ta linia została rozebrana w 1945 r. W 1988 r. linia Kołobrzeg – Poznań została zelektryfikowana. W 1996 r. zamknięto linię Świdwin – Połczyn-Zdrój, a 3 lata później jej ostatni fragment przez Barwice do Grzmiącej. Obecnie czynne są 4 stacje: Wielanowo, Grzmiąca, Iwin i Przeradz.
W gminie czynny jest 1 urząd pocztowy: Grzmiąca (nr 78-450).

## Zabytki
Wieża ciśnień z XIX wieku przy dworcu kolejowym w Grzmiącej, kościół pow. NMP Królowej Polski w Grzmiącej z 1600 r., przebudowany po pożarze, kaplica na cmentarzu komunalnym z 1917 r., zniszczona lodownia z 1711 roku, owczarnia z 1864 r. i zabudowa elewatora z XIX w., pałac rodu von Glasenapp, obecnie siedziba Urzędu Gminy.

## Oświata
Na terenie gminy działają 2 szkoły podstawowe (Iwin, Grzmiąca) oraz jedno przedszkole w Grzmiącej.

## Administracja
W 2016 r. wykonane wydatki budżetu gminy wynosiły 18,9 mln zł, a dochody budżetu 19,3 mln zł. Zobowiązania samorządu (dług publiczny) według stanu na koniec 2016 r. wynosiły 6,3 mln zł, co stanowiło 32,8% poziomu dochodów.
Samorząd jest członkiem Związku Miast i Gmin Dorzecza Parsęty.
Sołectwa gminy Grzmiąca: Czechy, Godzisław, Grzmiąca, Iwin, Krosino, Lubogoszcz, Mieszałki, Nosibądy, Przeradz, Przystawy, Radomyśl, Radusz, Storkowo, Wielanowo i Wielawino.

## Miejscowości
WsieCzechy, Godzisław, Grzmiąca, Iwin, Kamionka, Krosino, Lubogoszcz, Mieszałki, Nosibądy, Przeradz, Przystawy, Radomyśl, Radusz, Sławno, Storkowo, Sucha, Wielanowo, Wielawino.
OsadyBoleszkowice, Gdaniec, Glewo, Grzmiączka, Klepary, Kłośno, Owczary, Pustkowie, Radostowo, Równe, Strzeszyn, Świętno, Ubocze, Zwartowo, Żarnowo

## Grzmiąca i sąsiednie miejscowości w opisie Ludwiga Wilhelma Brüggemanna z 1784 roku
Dobra szlacheckie powiatu szczecineckiego;
28. Grzmiąca – pokaźna wioska. 1 milę na północny wschód od Barwic, 2 mile, albo według dokonanych w roku 1752 pomiarów 6428 prętów, na północny wschód od Szczecinka, 2 mile na wschód od Połczyna i podobnie daleko na południowy zachód od Bobolic, w dolinie, blisko Parsęty, przy drodze z Bobolic do Barwic, posiada 3 folwarki, 2 młyny wodne, kaznodzieję, kościelnego, który jest równocześnie organistą, 15 gospodarzy, 25 chałupników (przyp. w oryginale kossäthen, czyli gospodarzy mających działki poniżej 3 ha), 2 zajazdy, 2 kuźnie, 1 osadnictwo kaznodziejskie, 2 dzierżawy w lesie Grzmiącej i w Głodowej (przyp. koło Bobolic)zapisane w bobolickim Synodzie nazwane Zemkenkathen, 96 kominów (domostw), kościół należący do synodu szczecineckiego, do którego przynależą wioski Lubogoszcz, Storkowo, Wielawino, Sucha, Mieszałki, Czechy, Kusowo i Biningsche Mühle (przyp. były młyn wodny nad Parsętą – Storkowo Młyn, obecnie Stacja Geoekologiczna UAM), urodzajna ziemia, dobre pastwiska i drzewostany, rybactwo na Parsęcie składające się z 3 udziałów. Wójt Gerd Wedig z Glassenappów posiadał lenno Grzmiąca (część b) oraz udziały w Lubogoszczy, w Storkowie i Wielawinie oraz dawne lenno Kleistów Mieszałki i pozostawił je swojemu najbliższemu spadkobiercy marszałkowi Kaspar Otto z Glassenappów. Ten odstąpił je 7 lipca 1742 swoim następcom, braciom Adamowi Kazimierzowi, Henrykowi Krzysztofowi i Pawłowi Wedig z Glassenappów. Ostatni po ugodzie z pierwszymi w dniach 4 lutego i 14 sierpnia 1743 r. przejął wszystkie. Po śmierci ojca radnego i sędziego Białogardu Ottona Kazimierza z Glassenappów przypadło mu również stare lenno Glassenapów Białowąs i Sulikowo. Po śmierci swojego kuzyna marszałka Kaspra Ottona z Glassenappów 6 października 1747 r. otrzymał również dzięki losowi lenno Glassenappów Krągłe i Suchą (część c) wraz z należącą do tego majątku owczarnią Janikow i kilkoma gospodarzami z Wielawina. Stare lenno Grzmiąca (część a), część Wielawina, Kusowo (część a), Lubogoszcz (część a), Storkowo (część b), Wruckenhütten (przyp. folwark istniejący do około 1860 r. w miejscu obecnego Trzebiechowa), Czechy (część a) i Sucha (część c) po śmierci Joachima Reinholda Glassenapp przeszły na jego synów, którzy 31 lipca 1734 r. pogodzili się w ten sposób, że Lubogoszcz (część a) wraz z kilkoma gospodarzami ze Storkowa i folwark Wruckenhütten przypadły Ernstowi Joachimowi Glassenapp, pozostałe dobra jego bratu, kapitanowi Leopoldowi Kazimierzowi Glassenapp. Ten ostatni w dniu 8 lutego 1748 r. kupił dobra, które przypadły bratu. Ponieważ w 1758 r. poległ pod Świdnicą dobra jego przypadły bratankowi, najbliższemu dziedzicowi Ottonowi Reinholdowi Glassenapp. Po jego śmierci poniesionej pod Torgau w roku 1760 dobra przypadły kapitanowi Kasprowi Ottonowi Glassenapp. Z wdową po nim, Kunegundą Zofią Agnieszką, rozprawił się 12 sierpnia 1769 r. i przejął dobra porucznik Joachim Reinhold Glassenapp. Po porozumieniu z 11 maja 1771 r. sprzedał je Pawłowi Wedig z Glassenapów. Grzmiąca wraz z kilkoma gospodarzami z Wielawina, Lubogoszczy (część b) wraz z kilkoma gospodarzami ze Storkowa, Suchej (część a), folwark w Zwartowie i Czechy (część b) były kiedyś lennem rodziny Lodenów. Po wygaśnięciu rodu otrzymał je pułkownik Fryderyk Kazimierz Bolzheim, a po jego śmierci porucznik Joachim Ewald Massow. Ten ostatni sprzedał je 18 października 1746 r. dyrektorowi sądowemu i tajnemu radcy finansowemu Fryderykowi Dreger, którego dzieci Fryderyk i Karolina Filipina po mężu Menzel przejęli je 26 sierpnia 1750. Po ugodzie 20 stycznia 1760 sprzedali je Pawłowi Wedig z Glassenappów. Po jego śmierci jego syn i 3 córki pogodzili się 17 lutego 1777 następująco: Grzmiąca (części a, b i c), Białowąs, Sulikowo, cała wieś Wielwino, Krągłe, Mieszałki, Sławno, Kamionka, Opatówek i Łozice przypadły kapitanowi Joachimowi Kazimierzowi Glassenapp, a po jego śmierci po ugodzie 1 marca 1782 jego synom Jerzemu Wedig i Henrykowi Frydrykowi, dobra Kusowo, Storkowo, Wruckenhuetten i Czechy kapitanowej z Kleistów na Smęcinie, Zofii Luizie z Glassenappów, a po jej śmierci jej dzieciom, Pawłowi Berndowi Augustowi, Jerzemu Joachimowi Wilhelmowi, Barbarze Jadwidze Magdalenie, Katarzynie Amalii Fryderyce, Karolinie Henriecie Zofii, Auguście Ulryce Filipinie i Juliannie Antoninie Joannie z Kleistów. Reskryptem z dnia 24 kwietnia 1780 Lubogoszcz (część, a i b) przypadła żonie kapitana Karola Fryderyka Ingersleben, Helenie Amalii z Glassenappów, cały majątek Sucha i folwark Zwartowo Małgorzacie Wilhelminie z Glassenappów.

## Miasta partnerskie
- Ahrensbök